# The Divine Sacrifice
The Divine Sacrifice (conosciuto anche come Carew's Wifes) è un film muto del 1918 diretto da George Archainbaud. Prodotto e distribuito dalla World Film, aveva come interpreti Kitty Gordon, Selene Johnson, Jean Angelo.

## Trama
Una delle cause del fallimento del matrimonio del dottor David Carewe è il rifiuto della moglie Helen di avere figli. Lei, che si trova in Europa, si fa passare per la moglie di Robert Spencer, un giocatore d’azzardo. David, dal canto suo, si innamora di Madeline, la moglie di Spencer. Così, quando arriva la notizia che Spencer e la sua presunta moglie sono stati uccisi, David può sposarsi con la donna amata. I due hanno presto una figlia, June. Ma, all’improvviso, riappare Helen. David, che vive felice con la sua nuova famiglia, rinuncia a tornare con lei preferendo restare con Madeline. Passano diciotto anni. June, la ragazza, si innamora di un giovane che si viene a sapere è figlio del primo matrimonio di Spencer, nato prima che il giocatore sposasse Madeline. Questa, per salvare la situazione ingarbugliata, chiede a Helen di fingere di essere lei la madre di June, di modo che la ragazza risulti figlia legittima sua e di David, salvando la sua onorabilità e permettendo ai due giovani innamorati di sposarsi.

## Produzione
Il film fu prodotto dalla World Film.

## Distribuzione
Il copyright del film, richiesto dalla World Film Corp., fu registrato il 4 febbraio 1918 con il numero LU12012.
Distribuito dalla World Film e presentato da William A. Brady, il film uscì nelle sale cinematografiche statunitensi il 4 febbraio 1918.
Non si conoscono copie ancora esistenti della pellicola che viene considerata presumibilmente perduta.